# De winkel van Sinkel (Diergaarde Blijdorp)
De winkel van Sinkel is onderdeel van diergaarde Blijdorp en kwam naar het ontwerp van architect Sybold van Ravesteyn tot stand in 1939-1941. Het object was van oorsprong een verkooppunt van briefkaarten, snoep en souvenirs. Het winkeltje is gesitueerd aan de oostzijde van het diergaarde terrein, tussen de voormalige ingang en het roofdierengebouw op de centrale as. Het gebouw is vormgegeven in functionalistische stijl en voorzien van figuratieve decoraties.
Het gebouw was als dierenverblijf in gebruik, waardoor de oorspronkelijke gedaante en afwerking aan het zicht is onttrokken. 

## Architectuur
De Winkel van Sinkel is gebouwd op cirkelvormige grondslag, kent een betonnen basis en wordt afgedekt door een plat dak. Niet meer zichtbaar, maar wel nog aanwezig, zijn vensters boven een betonnen borstwering en tussen halfronde, betonnen kolommen aan de noordzijde van het gebouw. Boven de vensters is een luifel opgenomen die de contouren van het gebouw volgt. De zuidelijke helft van het gebouw kent doorlopende kolommen waartussen betonnen gevelvlakken met ruitmotief en verschillende soorten gevelopeningen. De dakrand is verlevendigd met metalen aap-sculpturen en profil van de kunstenaar Pieter den Besten.

## Waardering
De Winkel van Sinkel is van algemeen belang:
- het object heeft architectuurhistorische waarde vanwege het materiaalgebruik, de toegepaste verhoudingen, de vormgeving en de verzorgde detaillering;
- als karakteristiek voorbeeld van multidisciplinaire kunsttoepassingen.
- het object heeft stedenbouwkundige en ensemblewaarde vanwege de functionele situering op de oostelijke helft van het diergaarde terrein, de samenhang met andere complexe onderdelen en als tegenhanger van een cirkelvormig volume op de westelijke helft van het diergaarde terrein.

## Afbeeldingen

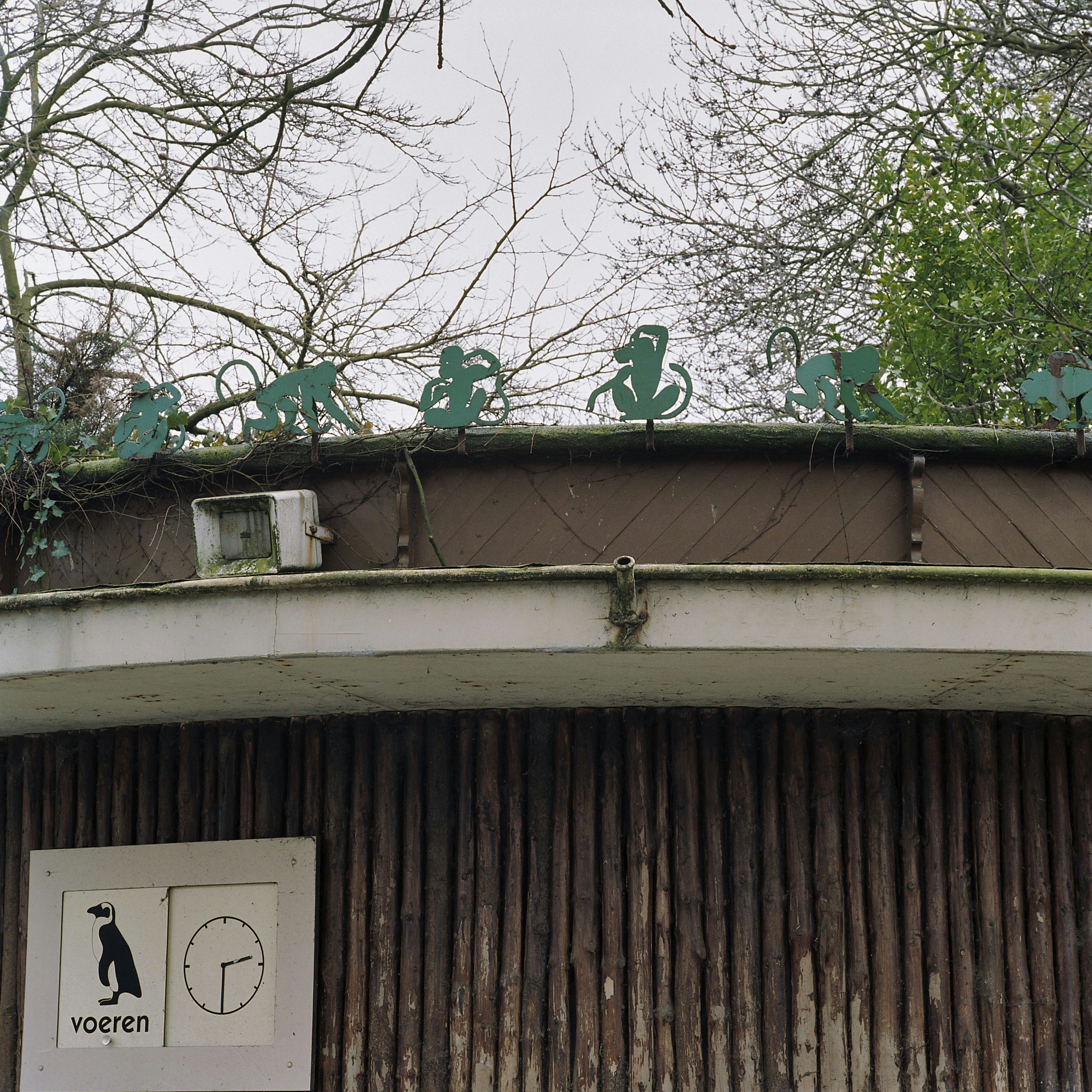
Detail winkeltje, dakrand met aapjes
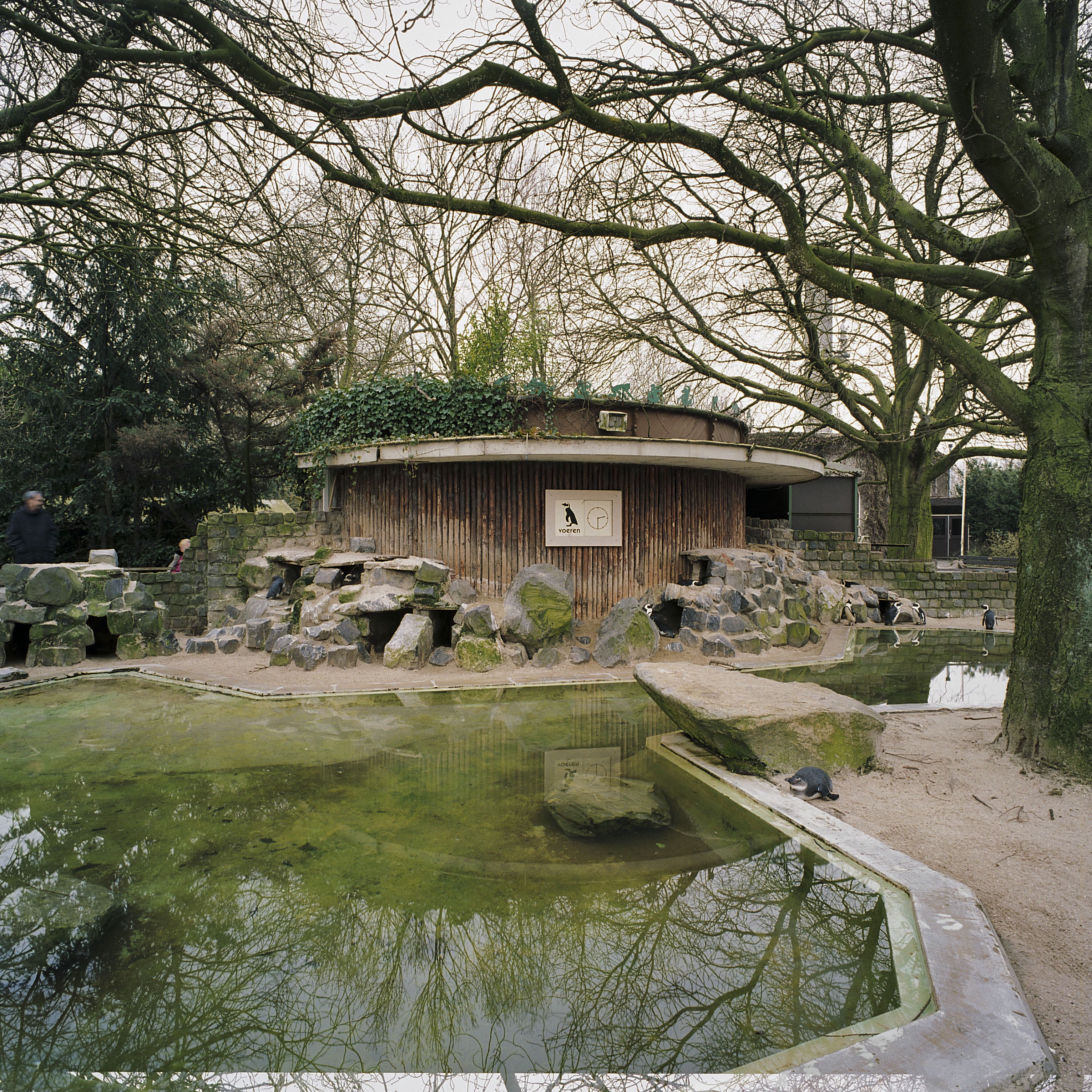
Overzicht van het in onbruik geraakt winkeltje
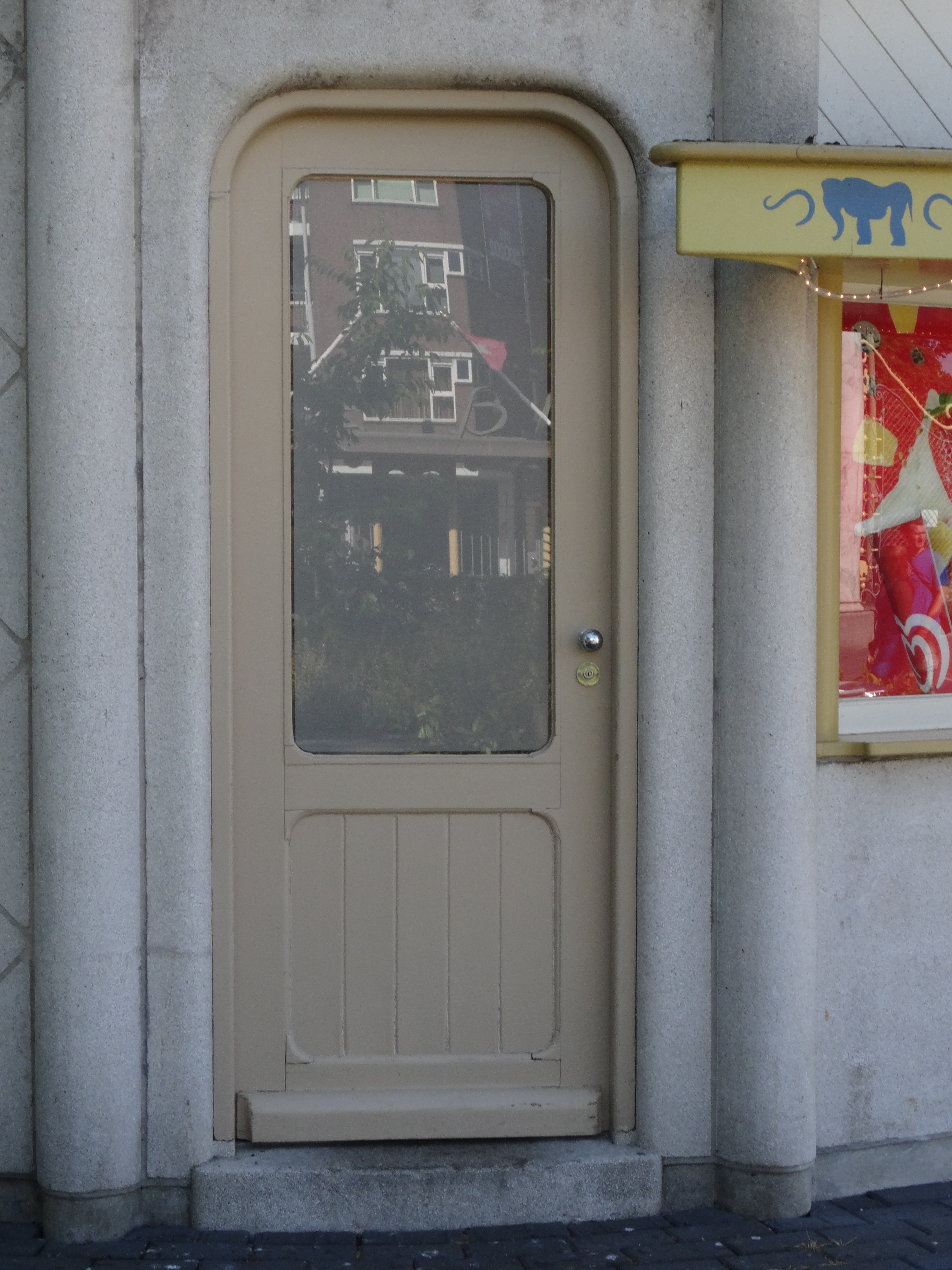
Deur van winkel
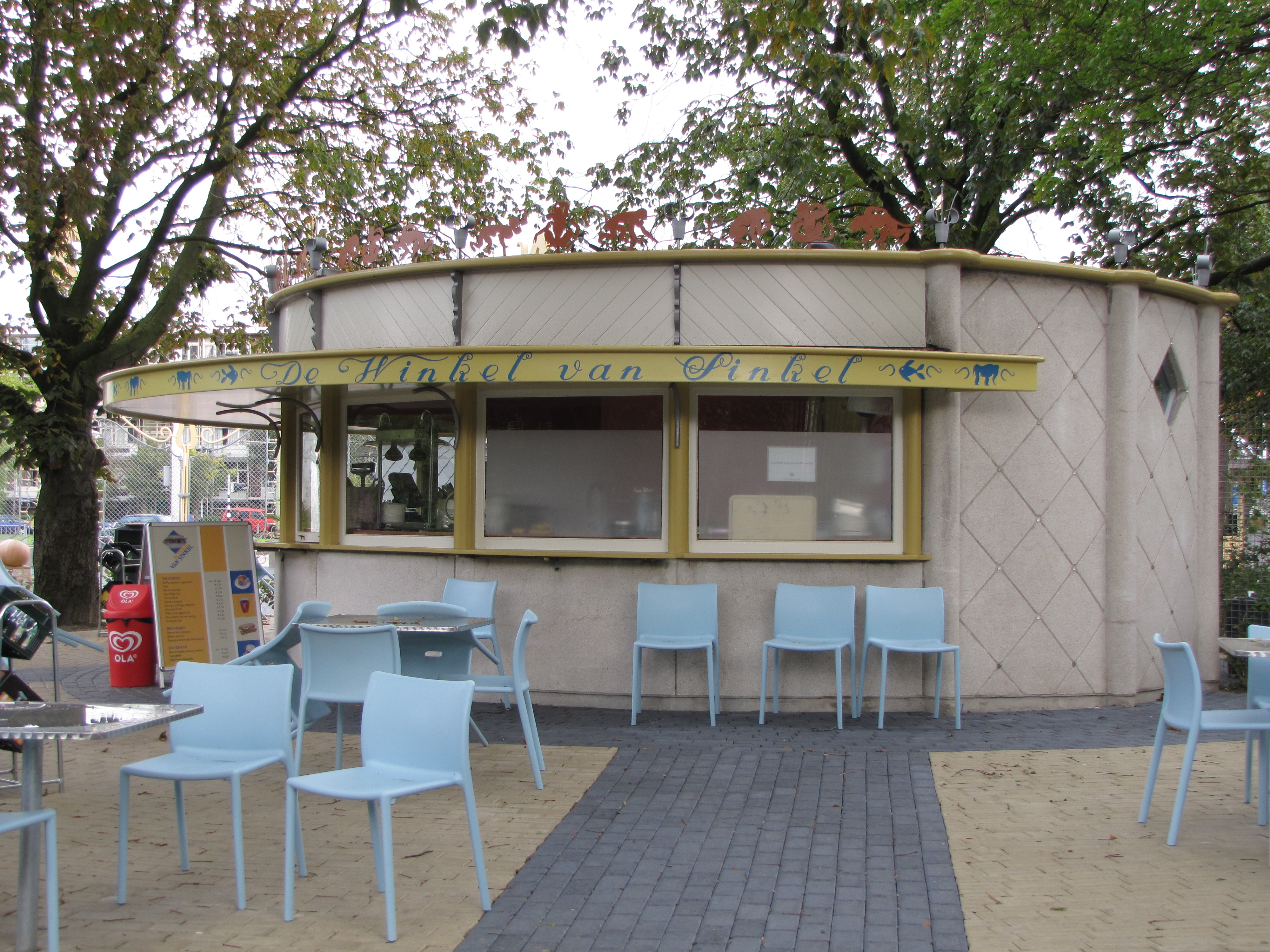
Winkel vanaf het noordwesten
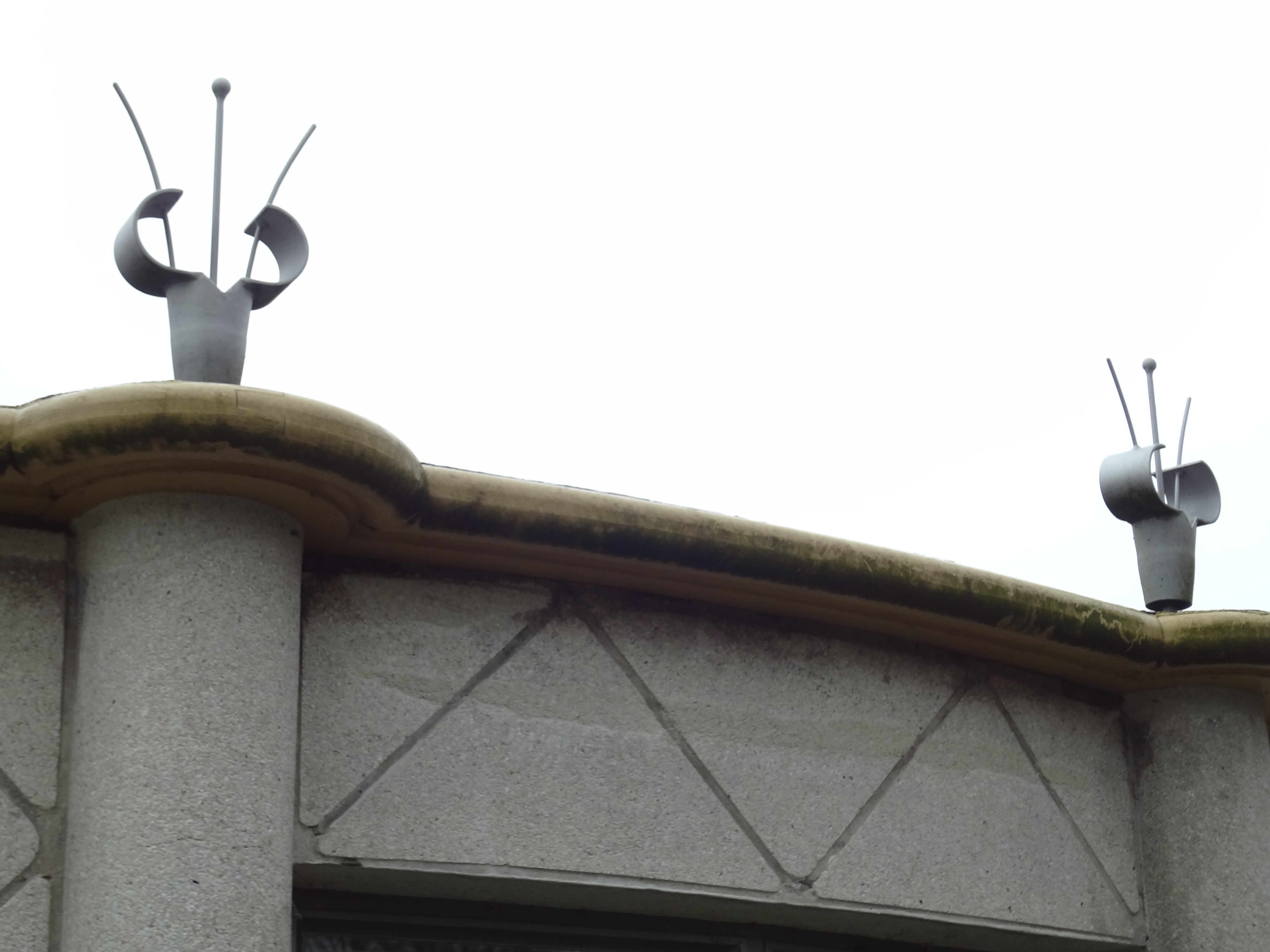
Dak ornamenten
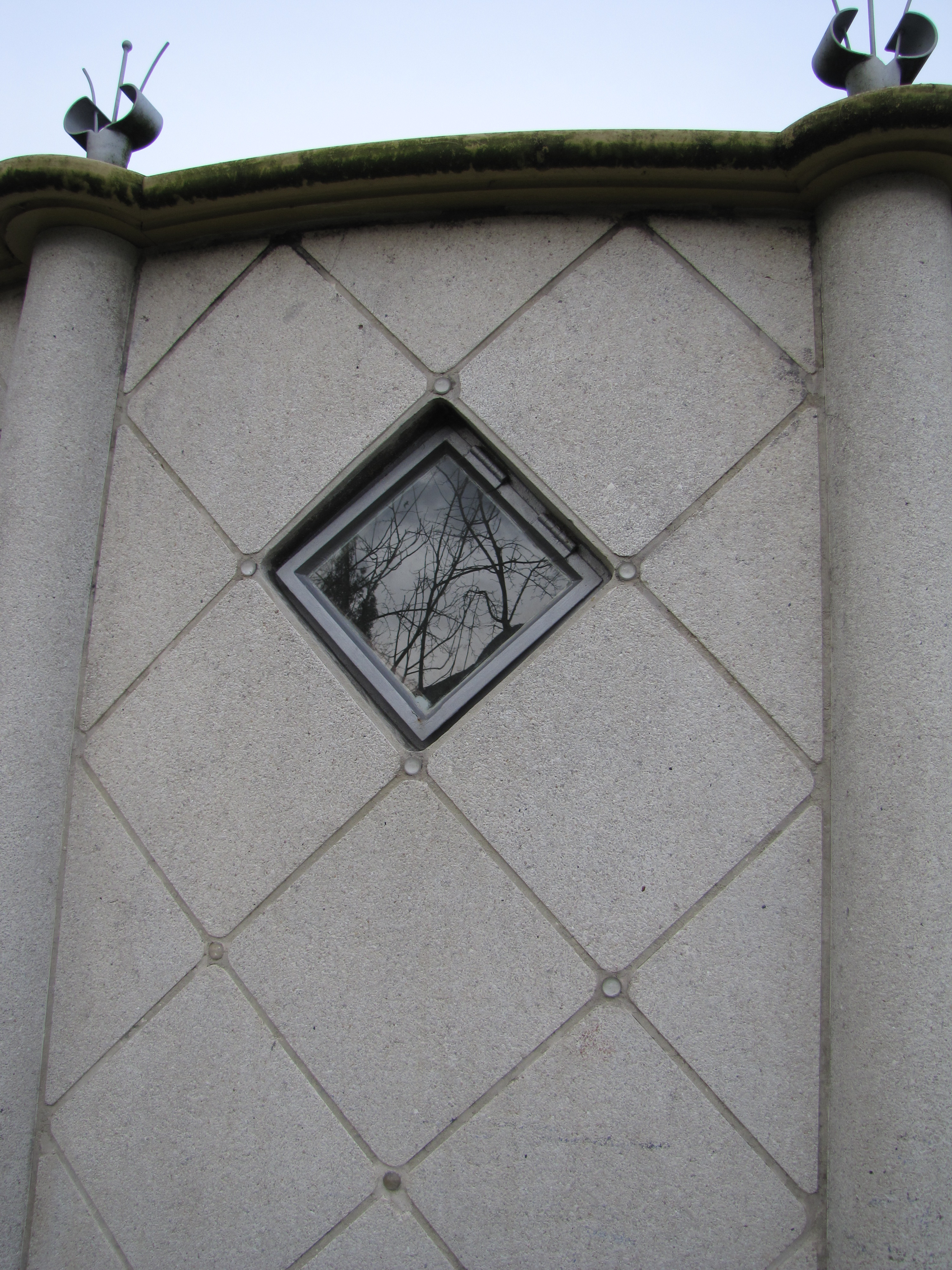
Muur met raam